# Miletus teos
Miletus teos är en fjärilsart som beskrevs av William Doherty 1891. Miletus teos ingår i släktet Miletus och familjen juvelvingar. Inga underarter finns listade i Catalogue of Life.